# Posyp

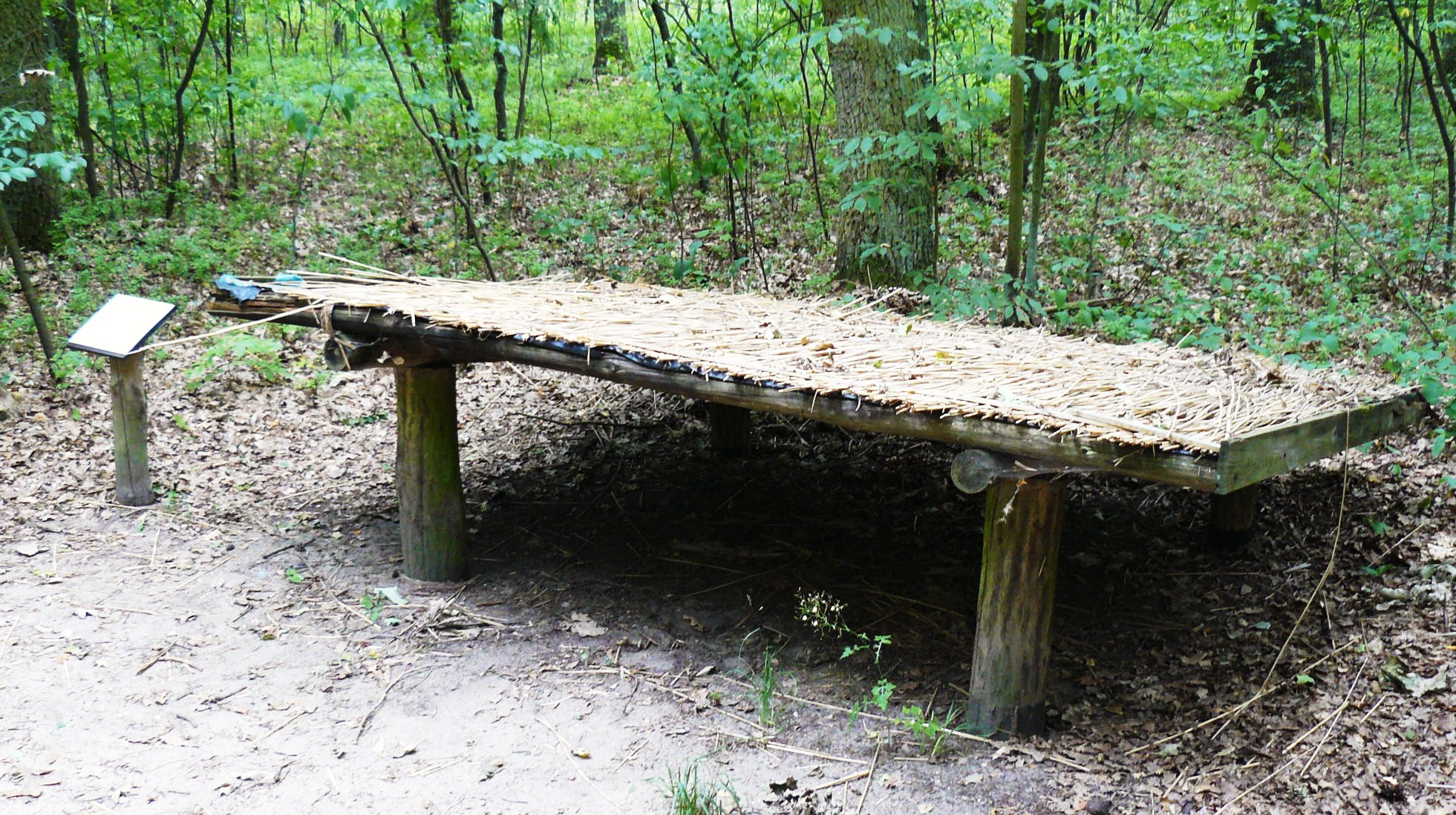
Posyp dla bażantów (Gołuchów)

Posyp – rodzaj paśnika przeznaczonego przede wszystkim dla bażantów, jak również kuropatw.
Posyp ma formę przechylonego, drewnianego daszku o wymiarach około 2 x 4 metry, który w najwyższym miejscu ma około metra wysokości. Oparty jest na czterech lub sześciu słupkach, a dach pokryty jest gałązkami, liśćmi lub słomą. Posypy umieszcza się w kompleksach leśnych lub remizach w taki sposób, by żerujące zwierzęta miały natychmiastową możliwość ukrycia się w gęstwinie. Poślad podawany bażantom w posypie (pod daszkiem) miesza się najczęściej z plewami, sieczką lub nasionami chwastów. Dokarmianie uzupełnia się kapustą i roślinami okopowymi.